# Trimerococcus icosianus
Trimerococcus icosianus  (лат.) — вид полужесткокрылых насекомых-кокцид рода Trimerococcus из семейства мучнистые червецы (Pseudococcidae).

## Распространение
Северная Африка: Алжир.

## Описание
Питаются соками растений, таких как фисташка мастиковая (Pistacia lentiscus, Anacardiaceae); хризантема посевная (Asteraceae); Araceae: Arisarum vulgare; Liliaceae: асфодель; Poaceae: Ampelodesma tenax; Rubiaceae: подмаренник; Scrophulariaceae: норичник.
Вид был впервые описан в 1952 году французским энтомологом Альфредом Балаховским (Alfred Serge Balachowsky, 1901—1983). Trimerococcus icosianus включён в состав рода Trimerococcus.